# Velké Heraltice
Obec Velké Heraltice (německy Groß Herrlitz (1900–1910 Grossherrlitz), polsky Heralcice Wielkie) se nachází v okrese Opava v Moravskoslezském kraji. Žije zde přibližně 1 600 obyvatel. Obec leží 13 km západně od Opavy , 13 km jižně od Krnova a 18 km východně od Bruntálu. Oblast patří historicky do opavského Slezska.

## Části obce
- Velké Heraltice (k. ú. Velké Heraltice)
- Košetice (k. ú. Košetice ve Slezsku)
- Malé Heraltice (k. ú. Malé Heraltice)
- Sádek (k. ú. Sádek u Opavy)
- Tábor (k. ú. Tábor ve Slezsku)

## Historie

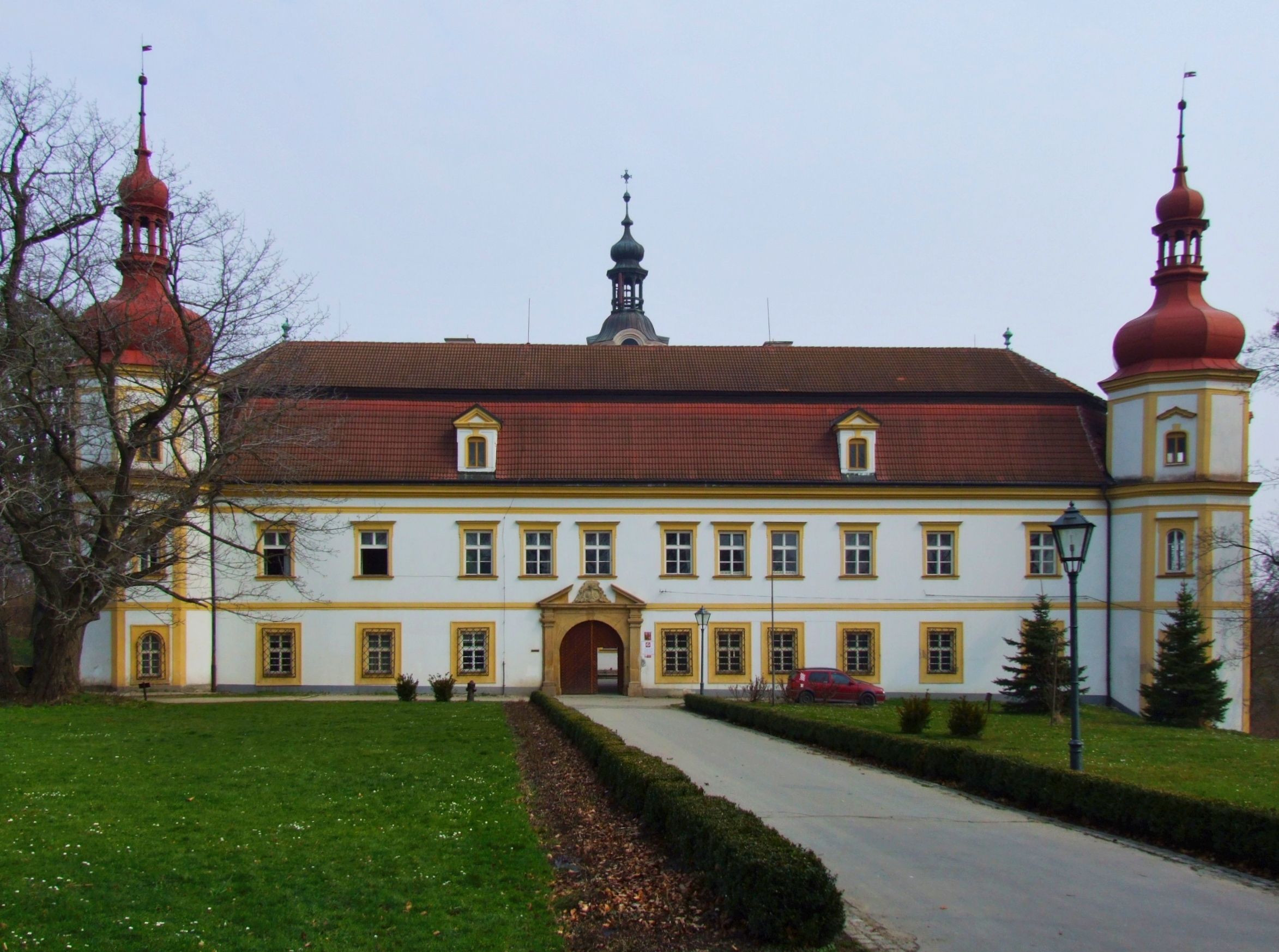
Velkoheraltický zámek

První písemná zmínka o obci pochází z roku 1265. kdy byl majitelem zdejší tvrze zemědělský feudál Brslav de Heroltsdorf. Další písemná zmínka je z roku 1266, a to na listině králi Přemyslu Otakarovi dané v Opavě, kde je podepsán Jaroslav Heralticz. Roku 1592 přešly Heraltice na pana Albrechta Bruntálského z Vrbna. Po smrti držel heraltické panství jeho mladší bratr Štěpán, který jej však v roce 1595 prodal Zikmundu Sedlnickému z Choltic. Jeho syn Jan Václav Sedlnický prodal roku 1611 Heraltice Bohuslavu Pavlovskému z Pavlovic, který panství zadlužil, a panství bylo prodáno pana Václavu z Oppersdorfu. V roce 1668 zakoupil panství Jiří Štěpán, hrabě z Vrbna a Bruntálu, v roce 1694 bylo panství prodáno velehradskému klášteru. Na základě předkupního práva získali v roce 1767 panství opět Bruntálští z Vrbna (Eugen Václav Bruntálský z Vrbna). V roce 1840 prodal Dominik hrabě z Vrbna panství Mitrovským z Nemyšle. Roku 1849 ho získala knížecí linie Kinských. Posledními majiteli v letech 1899-1945 byli hrabata Bellegarde. Po druhé světové válce bylo jejich panství konfiskováno a přešlo do rukou československého státu.

## Pamětihodnosti
- Zámek Velké Heraltice
- Kostel Neposkvrněného početí Panny Marie
- Socha svatého Jana Nepomuckého
- Pomník Rudé armády

## Kulturní a sportovní vyžití
- Fotbalové hřiště TJ Sokol Velké Heraltice
- Sbor dobrovolných hasičů Velké Heraltice
- Dětské dopravní hřiště – Evropský dopravně-vzdělávací institut
- Motokrosová a čtyřkolkářská závodní trať – MSK - Motor Velké Heraltice
- Dětský motoristický sportovní oddíl

## Slavní rodáci
- František Josef Schwoy (1742 - 1805), historiograf, topograf a genealog
- Wilhelm Gebauer (1882–1972), rakouský polní podmaršálek
- Renata Hampel (1930–2013), německá řádová sestra
- Adolf Hampel (* 1933), německý katolický teolog

## Obyvatelstvo
| Rok            | 1869  | 1880  | 1890  | 1900  | 1910  | 1921  | 1930  | 1950  | 1961  | 1970  | 1980  | 1991  | 2001  | 2011  | 2021  |
| -------------- | ----- | ----- | ----- | ----- | ----- | ----- | ----- | ----- | ----- | ----- | ----- | ----- | ----- | ----- | ----- |
| Počet obyvatel | 2 494 | 2 611 | 2 583 | 2 472 | 2 396 | 2 345 | 2 297 | 1 511 | 1 723 | 1 592 | 1 717 | 1 607 | 1 611 | 1 611 | 1 581 |
| Počet domů     | 347   | 361   | 478   | 454   | 471   | 476   | 495   | 421   | 349   | 338   | 369   | 415   | 458   | 482   | 505   |

## Další fotografie

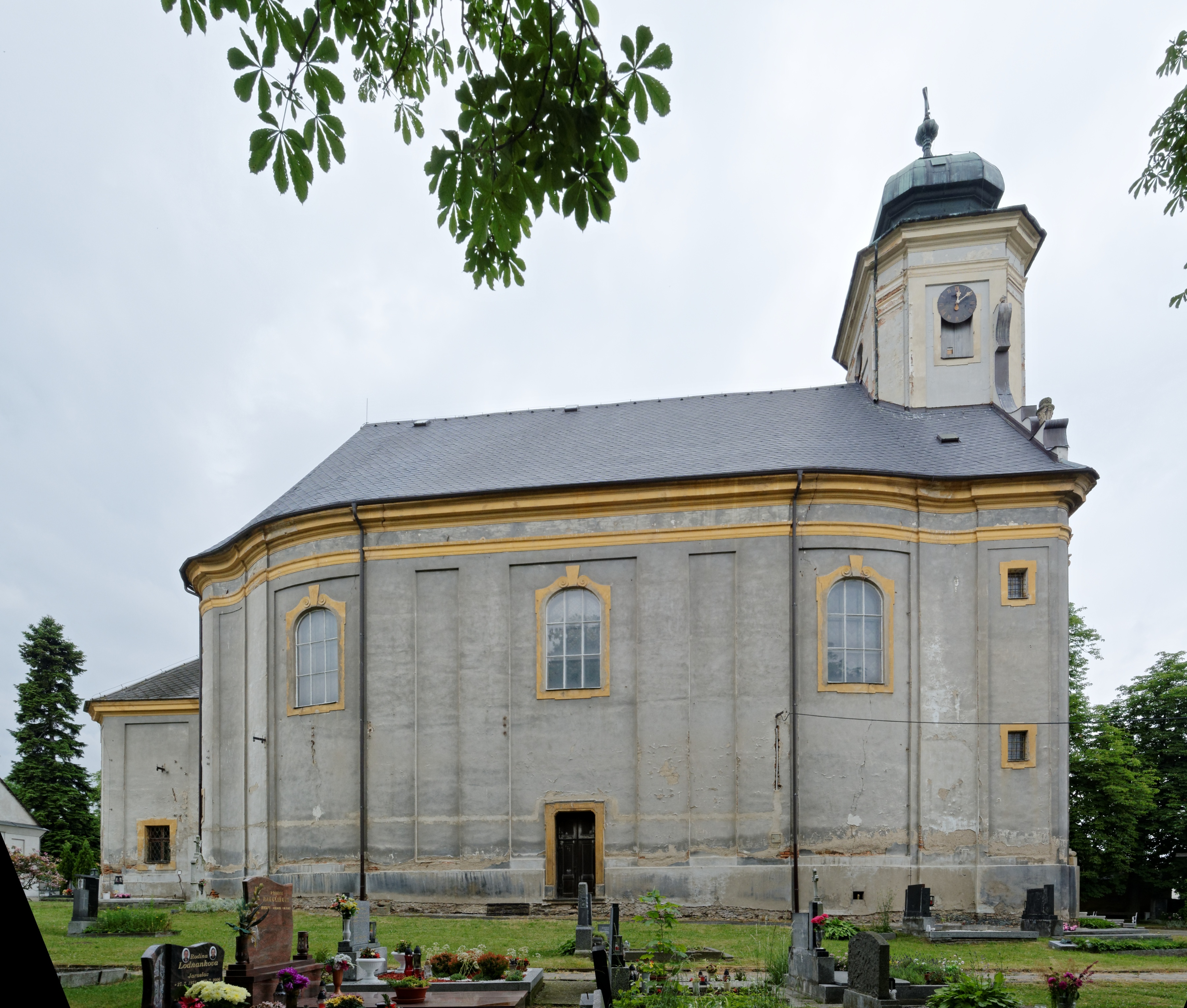
Kostel Neposkvrněného početí Panny Marie
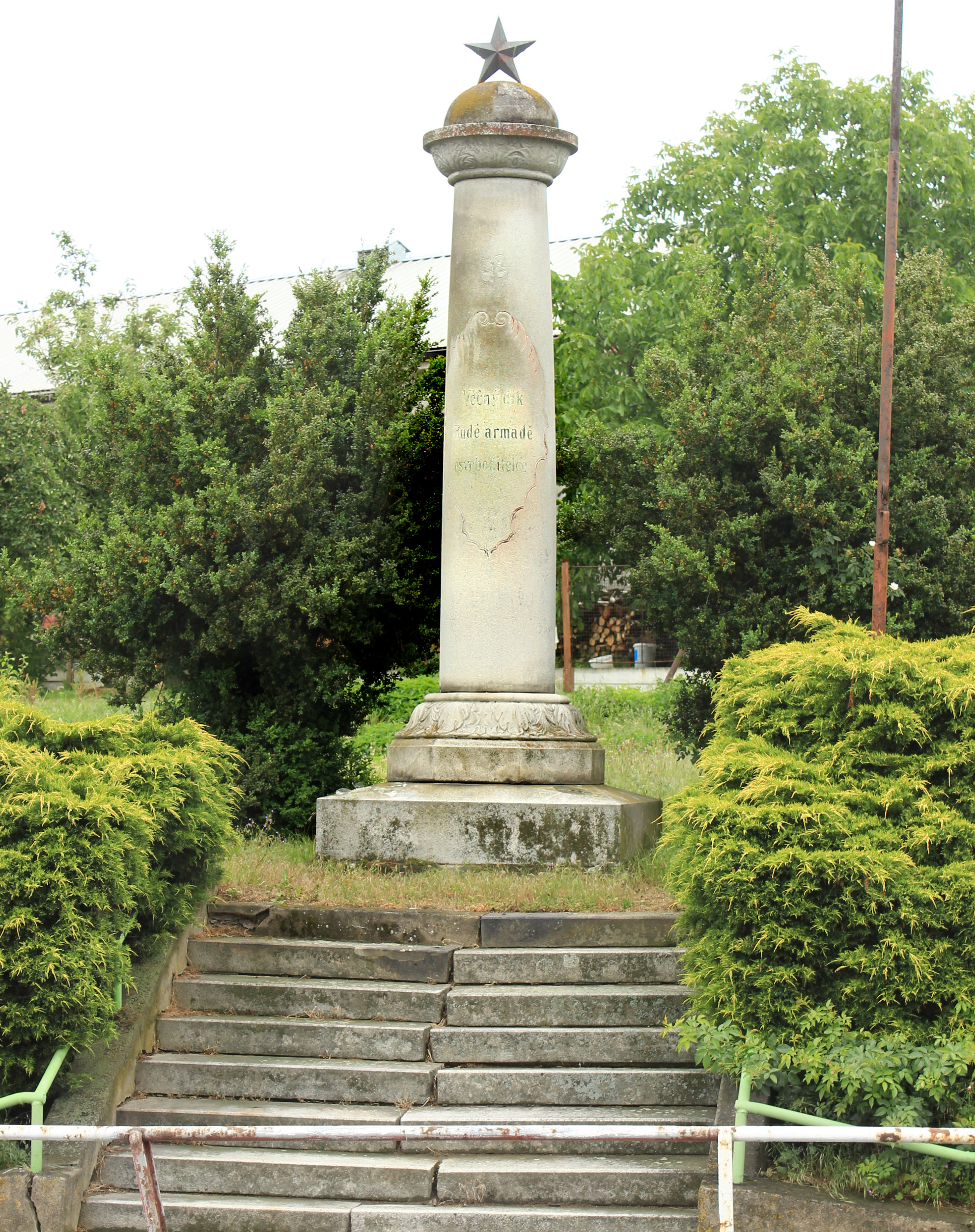
Památník Rudé armádě
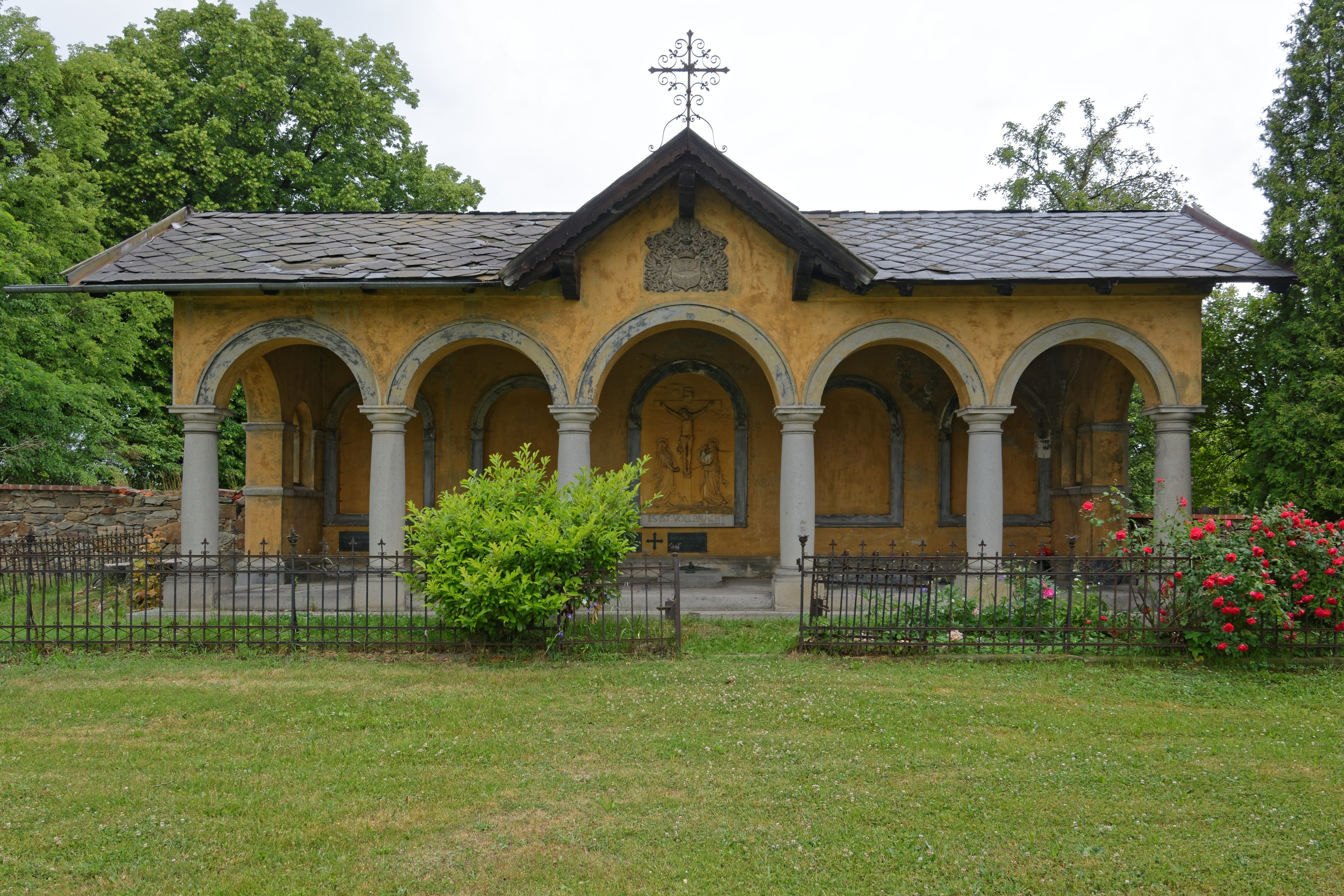
Hrobka rodiny von Bellegarde
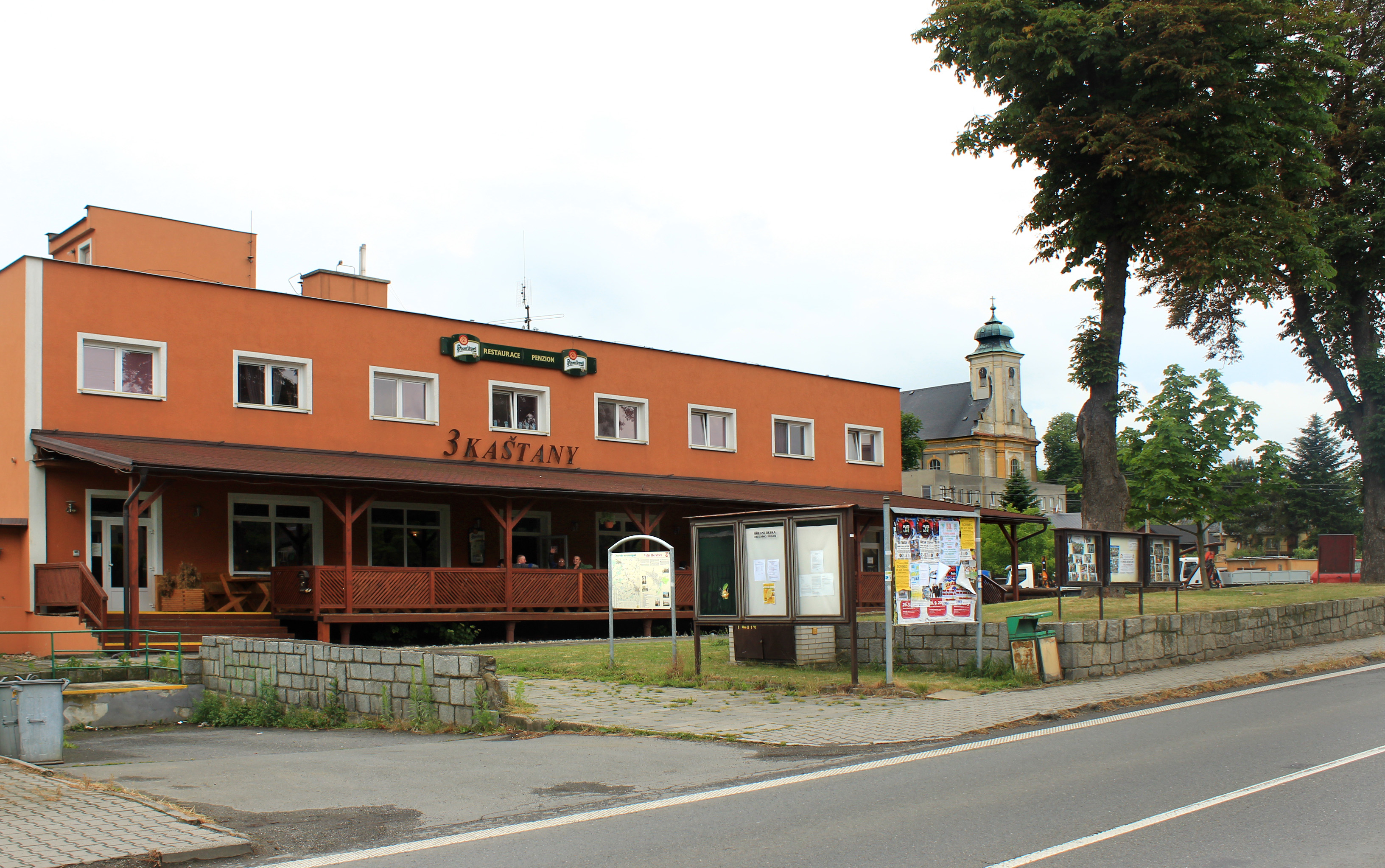
Místní restaurace
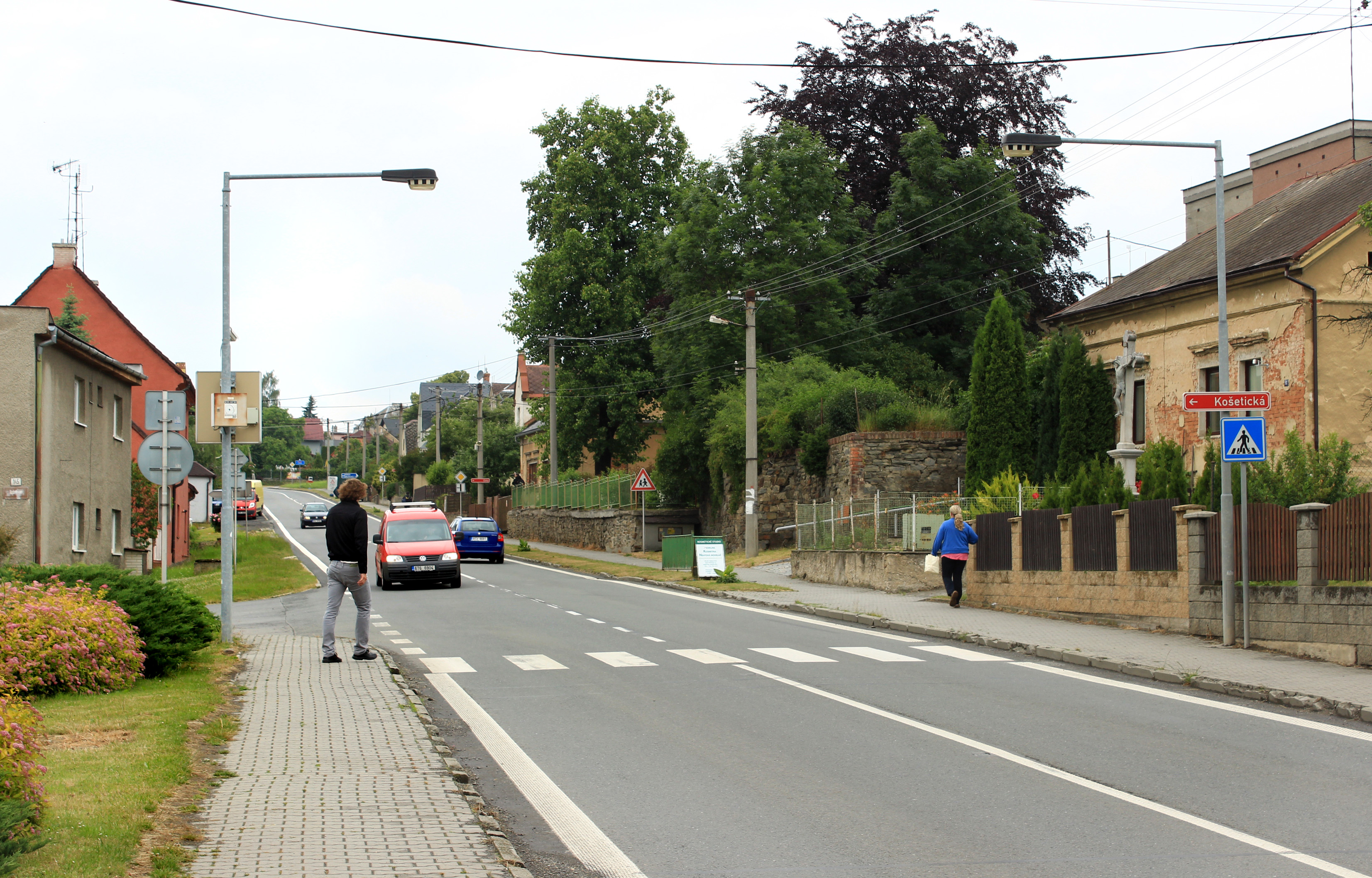
Silnice I. třídy č. 11 ve středu obce
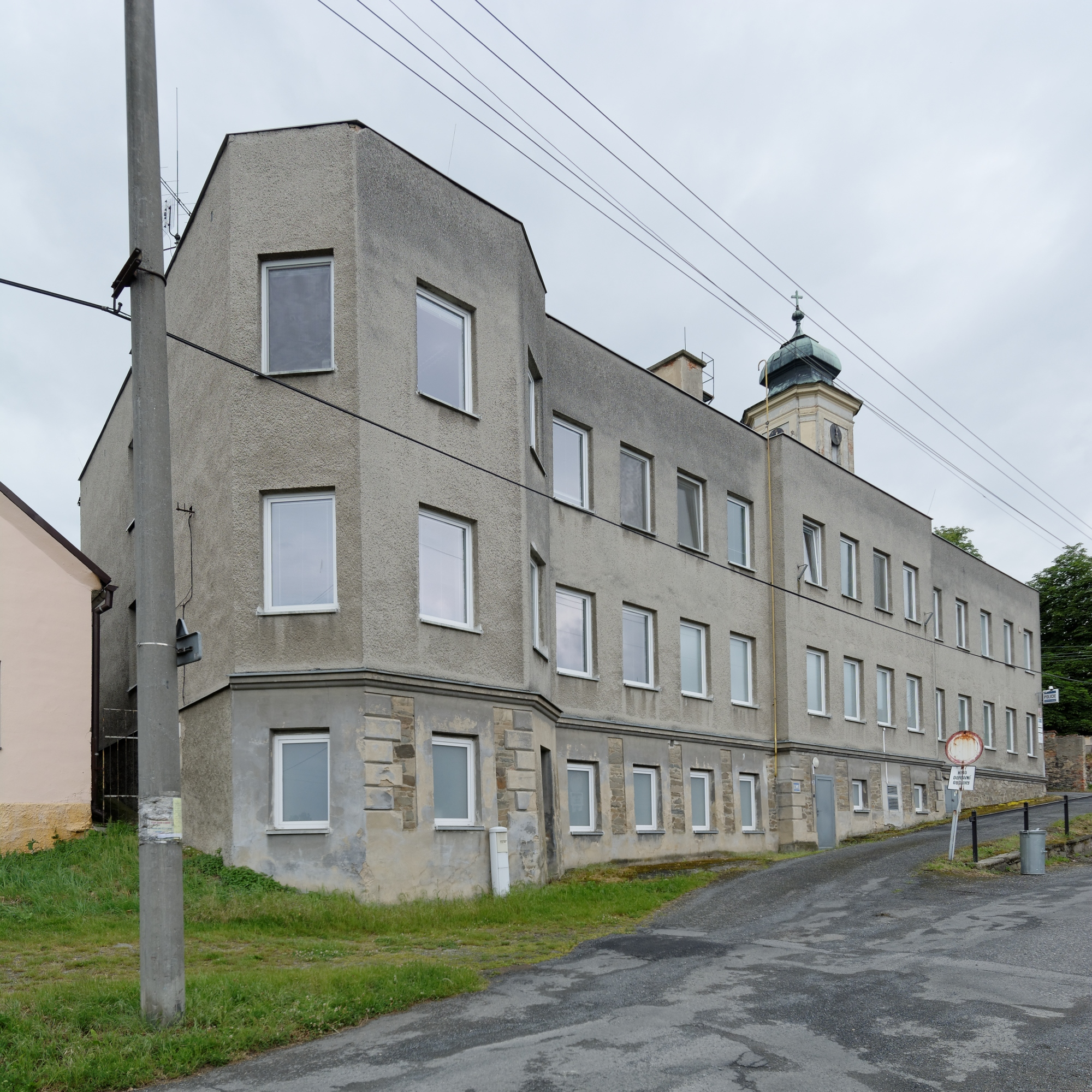
Přestavěný bývalý klášter